# Ani Álvarez Calderón Carriquiry
Ana María Álvarez-Calderón Carriquiry (Lima, 24 de setiembre de 1967) es una diseñadora peruana.

## Biografía
Hija de Bernardo Álvarez Calderón Fernandini y Rosa Carriquiry y Nove. Su abuela fue Anita Fernandini de Naranjo, primera alcaldesa de Lima.
Estudió en el Colegio Beata Imelda, luego en un internado de Oxford, Inglaterra, y finalmente volvió a Lima a terminar la secundaria en el San Silvestre School.
Estudió costura y luego Diseño gráfico en el Instituto Montemar para después trasladarse a Estados Unidos, donde obtuvo un bachillerato en el Rhode Island School of Design, en 1992, realizando sus prácticas con Michael Kors. 
Comenzó a comercializar sus diseños en 1994 para unas pocas clientes y su marca comenzó en las pasarelas en el 2000. Ha realizado muestras en la Fashion Week of the Americas, Pasarela Prêt-à-porter (París) y en las Semanas de la moda de Panamá, Colombia y Lima.

## Desfiles
En el 2018 Ani Álvarez se presentó en el ‘J Winter Fashion Show 2018 donde presentó su colección "Descendiendo el Sol", el evento tuvo como anfitriona a la supermodelo Jessica Minh Anh. 